# Eau de Saint-Georges
L'eau de Saint-Georges est une marque d'eau de source corse exploitée près d'Ajaccio.

## Source et embouteillage
L'eau de Saint-Georges prend sa source sur le mont Serra-Cimaggia, à plus de 1000 mètres d'altitude, en Corse-du-Sud.
Elle est puisée et embouteillée au col Saint-Georges près d'Ajaccio.

## Composition analytique
L'eau de Saint-Georges est l'une des moins minéralisées du marché[réf. nécessaire].